# Pomacea urceus
Pomacea urceus (Müller, 1774) es un gastrópodo que pertenece a la familia Ampullariidae (anteriormente conocida como Pilidae).
La Pomacea urceus es un caracol sudamericano de amplia distribución en las cuencas de los ríos Amazonas, Orinoco, Río Grande del Sur, Magdalena y los ríos de las Guayanas (Esequibo, Cuyuni, Copename, Surinam, Moroni) en lagunas y charcas de las sabanas que colindan con dichas cuencas hidrográficas donde se suelen hallar grandes poblaciones de esta especie, generalmente habitando enterrados o semienterrados en el fondo de dichos cuerpos de agua a profundidades no mayores a los sesenta centímetros, así como entre la vegetación flotante o ribereña de la cual suelen alimentarse o aparearse.
A Pomacea urceus así coma a otros caracoles de la familia Ampullariidae se le conocen con diversos nombre, muchas veces comunes a varias especies, en muchas localidades es conocida por su nombre genérico es decir “Pomacea”, aunque tal vez el más común y universal de los nombre es el de “Caracol manzana” (“Apple Snail”), en la zona amazónica del Perú, Bolivia y Ecuador son conocidos como “Churros”, “Churro de agua”, “Sacha” y en las sabanas de Venezuela y Colombia (llanos) como “Guarura” o “Cuiba”.

## Taxonomía y sistemática
Taxonómicamente, Pomacea urceus es un molusco, gastropodo de la familia Ampullariidae descrito por el naturalista alemán Otto F. Müller como Nerita urceus en su obra “Vermium terretrium et fluviatilium” en 1774. 

## Morfología general
Concha de forma globosa dextrógira de tamaño grande se han reportado ejemplares de hasta 13,5 cm de longitud; la abertura de la concha es grande y ovalada representando las dos terceras partes de la longitud total, el labio externo es grueso y fuerte, la columela es inclinada y el ombligo es estrecho y profundo; la concha está recubierta por un periostraco caduco de color negro pardusco, en individuos adultos generalmente presentan ornamentaciones las cuales son estructuras axiales suaves denominadas costillas. Presenta un opérculo con núcleo lateral de naturaleza coriácea en forma de escudo ovalado, el mismo actúa como tranca de la abertura de la concha cuando el animal se retracta dentro de la concha, lo cual le permite al animal protegerse de condiciones adversas o de depredadores.
En el cuerpo de la Pomacea urceus se pueden observar cuatro estructuras principales o regiones:
- El pie el cual es musculoso y al que está unido el opérculo en su parte dorsal.

- La masa visceral donde se halla el hepatopáncrea, gónadas, aparato digestivo, nefridios y la cavidad pericardial.

- El manto el cual es la membrana que cubre la mitad anterior del cuerpo del animal de color cremosos claro y parcialmente pigmentado de negro, el manto tiene la función de segregar la concha.

- El rostro en el cual se observan dos apéndices tentaculiformes denominados palpos labiales, un par de tentáculos largos, los ojos se localizan en la base de los tentáculos y dos lóbulos bucales plegados conformando el canal dorsal, El canal del lóbulo nucal izquierdo puede cerrarse al unir los bordes para constituir el sifón que lleva aire al pulmón.

Los sexos están separados aunque no existen caracteres externos que permitan diferenciarlos a simple vista, aunque en algunas ocasiones es posible determinar quines son hembras por las impresiones de carbonato de calcio que dejan los huevos sobre la concha de la madre en el área del labio externo. El sexo se determina en la mayoría de las veces por examen de la genitalia.
El Aparato radular (rádula) esta constituidos por una rádula de tipo tenioglosa con una fórmula dentaria 2.L.C.L.2 la cual se traducen en un diente central o raquidiano, dos dientes laterales intermedio y cuatro dientes marginales.

## Biología y ecología
Pomacea urceus al igual del resto de los ampuláridos presente una serie de adaptaciones que los hacen animales fascinantes para sus estudio uno de los puntos de interés esta especie y que comparte con el resto de los ampuláridos es la presencia de un doble sistema de respiración, cuando la Pomacea urceus se halla sumergida en el agua durante la estación lluviosa en las regiones donde habita esta especie respira mediante el usos de la branquia o ctenida la cual es monopectinada (pectinabranquia) localizada del lado derecho del cuerpo del animal (este hecho de presentar esta ctenida del lado derecho en esta especie y todos los ampuláridos constituye la excepción entre los gastropodos del orden Mesogastropoda ya que todos las demás especies de la presentan del lado izquierdo). El otro elemento del doble sistema de respiración en los ampuláridos los constituye el desarrollo de un pulmón el cual se localiza del lado izquierdo del cuerpo por detrás del collar del manto y ocupando una porción considerable del manto y formándose una bolsa o saco cerrado el cual se comunica con la cavidad del manato por medio de una abertura denominada neumostoma; el pulmón se utiliza para la respiración aérea cuando el animal se halla fuera del agua o en la estación seca en la Pomacea urceus se ve obligada a entrar en un estado de estivación para sobrevivir a las condiciones adversas de desecación que se producen en la región en donde habita.
En las regiones donde habita Pomacea urceus se observa un ciclo anual en el que existe una estación lluviosa (seis meses) caracterizada por grandes inundaciones y una estación de sequía extrema (en algunos casos más de cuatro meses). Durante el periodo de lluvias Pomacea urceus  se presenta activa durante este tiempos se alimenta, crece y se reproduce, al ir entrando la estación seca las zonas donde habita esta especies en pieza ocurrir el retiro de las aguas y comienza a secarse el suelo y los caracoles van quedando confinados a pequeñas charcas donde se entierran y se retraen dentro de sus conchas en procura de un mejor microclima y comienza un interesante periodos de cambios tanto morfológicos cono fisiológicos para entra en un estado de estivación o sueño estival en el cual el consumo de oxígeno disminuye, en el manto se reduce la pérdida de agua por evaporación, se regula la temperatura corporal y se activan diferentes procesos metabólicos para sobre vivir la estación seca en la cual el animal pierde parte de su peso al quemar las reservas de carbohidratos y grasas.
Al llegar la estación lluviosa la Pomacea urceus adulta y los huevos eclosionan y sale del sueño estival y comienza sus actividad en las primeras de cambio se alimentan de la vegetación flotante y ribereñas para recuperar la pérdida de peso ocurrida durante el tiempo de estivación por lo general se alimentan de bora o litio de agua (Eichornia crassipes), repollo de agua (Pistia stratiotis), el marite (Nymphae rutgeana), la paja de agua (Paspalum repens), el bejuco de batatilla (Ipomes fistulosa) y el cujisillo (Neptunea plena) entre otras.
Pomacea urceus es un animal ovíparo de sexo separados y realiza sus cópulas durante la estación lluviosa en el agua mientras se encuentra flotando entre la vegetación flotante o de la riberas, la puesta de los huevos ocurren hacia el final de la estación lluviosa, al contrario de otras especies del género Pomacea que colocan masas en la vegetación flotan o la riberaña en el caso Pomacea urceus  las puestas permanecen en el lado del labio externo de la concha de la madre para su protección. Los huevos se componen de una concha o cáscara de carbonato de calcio de color blanco amarillento.
En este ambiente Pomacea urceus cohabita con otras especies del género de la familia Ampullariidae como son: Marisa cornuarietis, Pomacea dolioides, Pomacea lineata, Pomacea glauca, Pomacea sordida, Pomacea haustrum, Pomacea papiracea y Pomacea urceus guayanensis entre otras, en este mismo ambiente habitan camarones de las especies Acetes paraguayensis Macrobrachium amazonicum, Maccrobrachium jelskii, Macrobrachium natterreri y Macrobrachium brasiliensis; y una gran diversidad de peces agua dulce. Es depredada Pomacea urceus por aves silvestres como el carrao (Aramos guarauna) y el gavilán carcelero (Rhostramus sociabilis).

## Distribución
Pomacea urceus es un moluscos sudamericano se ha señalado su presencia en Colombia, Venezuela, Trinidad y Tobago, Guyana, Surinam, Guayana Francesa, Brasil, en la región amazónica de Perú, Bolivia y Ecuador. 